# Hrvatski dinar
Hrvatski dinar (ISO 4217: HRD) je kao zakonsko sredstvo plaćanja uveden 23. prosinca 1991. godine u zamjenu za jugoslavenski dinar i to u omjeru 1:1. Novac je korišten na teritoriju Hrvatske izuzev okupiranog područja – tzv. Republike Srpske Krajine. U praksi se koristio i u dijelu Bosne i Hercegovine s većinskim hrvatskim stanovništvom, paralelno s njemačkom markom.
Prvi dinari s novčanicama od 1, 5, 10, 25, 100, 500 i 1000 dinara tiskani su 8. listopada 1991. godine. 15. siječnja 1992. godine izdane su još novčanice od 2000, 5000 i 10 000 dinara, a 30. svibnja 1993. još 50 000 i 100 000 dinara. Sve su novčanice na prednjoj strani sadržavale lik Ruđera Boškovića. Na stražnjoj strani novčanica od 1 do 1.000 dinara bila je slika zagrebačke katedrale a na ostalim nominalama slika Meštrovićeve skulpture "Povijest Hrvata".
Dizajner svih novčanica hrvatskog dinara je Zlatko Jakuš.
Na Dan državnosti, 30. svibnja 1994. ovaj privremeni hrvatski novac zamijenila je hrvatska kuna. Tečaj zamjene bio je 1000 hrvatskih dinara za 1 kunu.

## Novčanice hrvatskog dinara[3][4]
|
| Vrijednost  | Dimenzije   | Boja                                                                 | Lice | Naličje                     | God. izd. |
| ----------- | ----------- | -------------------------------------------------------------------- | --- | --------------------------- | --------- |
| 1 HRD       | 105 x 55 mm | Narančasto crvena                                                    | Ruđer Bošković, rozeta s dijelom formule iz znanstvene studije Ruđera Boškovića „Teorija prirode filozofije svedene na jedinstven zakon sila koje djeluju u prirodi” | Zagrebačka katedrala        | 1991.     |
| 5 HRD       | 105 x 55 mm | Ljubičasta                                                           | Ruđer Bošković, rozeta s dijelom formule iz znanstvene studije Ruđera Boškovića „Teorija prirode filozofije svedene na jedinstven zakon sila koje djeluju u prirodi” | Zagrebačka katedrala        | 1991.     |
| 10 HRD      | 105 x 55 mm | Crveno smeđa                                                         | Ruđer Bošković, rozeta s dijelom formule iz znanstvene studije Ruđera Boškovića „Teorija prirode filozofije svedene na jedinstven zakon sila koje djeluju u prirodi” | Zagrebačka katedrala        | 1991.     |
| 25 HRD      | 110 x 62 mm | Smeđa                                                                | Ruđer Bošković, rozeta s dijelom formule iz znanstvene studije Ruđera Boškovića „Teorija prirode filozofije svedene na jedinstven zakon sila koje djeluju u prirodi” | Zagrebačka katedrala        | 1991.     |
| 100 HRD     | 110 x 62 mm | Zelena                                                               | Ruđer Bošković, rozeta s dijelom formule iz znanstvene studije Ruđera Boškovića „Teorija prirode filozofije svedene na jedinstven zakon sila koje djeluju u prirodi” | Zagrebačka katedrala        | 1991.     |
| 500 HRD     | 130 x 67 mm | Ljubičasto crvena                                                    | Ruđer Bošković, rozeta s dijelom formule iz znanstvene studije Ruđera Boškovića „Teorija prirode filozofije svedene na jedinstven zakon sila koje djeluju u prirodi” | Zagrebačka katedrala        | 1991.     |
| 1 000 HRD   | 130 x 67 mm | Ljubičasto plava                                                     | Ruđer Bošković, rozeta s dijelom formule iz znanstvene studije Ruđera Boškovića „Teorija prirode filozofije svedene na jedinstven zakon sila koje djeluju u prirodi” | Zagrebačka katedrala        | 1991.     |
| 2 000 HRD   | 130 x 67 mm | Tamno smeđa (osnovna)                                                | Ruđer Bošković, rozeta s dijelom formule iz znanstvene studije Ruđera Boškovića „Teorija prirode filozofije svedene na jedinstven zakon sila koje djeluju u prirodi” | Skulptura "Povijest Hrvata" | 1992.     |
| 5 000 HRD   | 130 x 67 mm | Crna (osnovna na licu), ljubičasta (osnovna na naličju)              | Ruđer Bošković, rozeta s dijelom formule iz znanstvene studije Ruđera Boškovića „Teorija prirode filozofije svedene na jedinstven zakon sila koje djeluju u prirodi” | Skulptura "Povijest Hrvata" | 1992.     |
| 10 000 HRD  | 130 x 67 mm | Tamno zelena (osnovna na licu), zelenkastosmeđa (osnovna na naličju) | Ruđer Bošković, rozeta s dijelom formule iz znanstvene studije Ruđera Boškovića „Teorija prirode filozofije svedene na jedinstven zakon sila koje djeluju u prirodi” | Skulptura "Povijest Hrvata" | 1992.     |
| 50 000 HRD  | 130 x 67 mm | Crvena (osnovna na licu), tamnocrvena (osnovna na naličju)           | Ruđer Bošković, rozeta s dijelom formule iz znanstvene studije Ruđera Boškovića „Teorija prirode filozofije svedene na jedinstven zakon sila koje djeluju u prirodi” | Skulptura "Povijest Hrvata" | 1993.     |
| 100 000 HRD | 130 x 67 mm | Zelena (osnovna na licu), tamnozelena (osnovna na naličju)           | Ruđer Bošković, rozeta s dijelom formule iz znanstvene studije Ruđera Boškovića „Teorija prirode filozofije svedene na jedinstven zakon sila koje djeluju u prirodi” | Skulptura "Povijest Hrvata" | 1993.     |

## Vanjske poveznice
- Hrvatska narodna banka  Arhivirana inačica izvorne stranice od 24. rujna 2016. (Wayback Machine)
- Katalog i galerija novčanica iz Hrvatske
- Katalog suvremenog hrvatskog novca